# Scharrel (Neustadt am Rübenberge)
Scharrel ist ein Stadtteil und eine Ortschaft von Neustadt am Rübenberge in der niedersächsischen Region Hannover.

## Geografie
Scharrel liegt rund 8 Kilometer nordöstlich der Kernstadt Neustadt, im sogenannten Neustädter Land.
Scharrel befindet sich innerhalb einer Feld- und Moorlandschaft. Es gehört zum Naturraum Weser-Aller-Flachland und liegt zwischen der Niederung der Leine und dem Otternhagener Moor.

## Geschichte
Im Vorfeld einer 900-Jahr-Feier wurde ein im Jahre 1115 erwähnter „Sankt Vitshof“ in Scharrel als Ursprung des Dorfes vermutet. Deshalb wurde im Jahr 2015 das 900-jährige Bestehen des Ortes gefeiert. Belastbar hingegen ist das Jahr 1298 als ältester urkundlicher Nachweis für Scharrel: „1298 Juni 27 - Ritter Dietrich von Alten verkauft mit Zustimmung seiner Söhne, dem Abt und dem Konvent des Klosters Marienrode für 100 Mark Bremer Silber vier Hufen Land mit Zehnten, zwei Hofstellen mit den dazugehörigen Gebäuden in Anderten, die er von Bischof Ludolf von Minden zu Lehen hatte. Unter den Zeugen: Graf Gerhard II. von Hallermund, Johann und Ludolf von Goltern, die hannoverschen Bürger Johann vom Steinhaus, Hermann und Dietrich von Rinteln, Arnold von Scharrel, Dietrich von Stöcken und viele andere.“
In Schriften des Klosters Loccum fand man im Jahre 1313, die Schreibweise Scharle. Gegen Ende des 16. Jahrhunderts (1599) gab es einen Vollmeier-, sechs Halbmeier- und sieben Kötnerhöfe, die meist dem Amt Neustadt, teils der Kirche zu Basse und Mandelsloh oder der Familie v. Campe(n) in Poggenhagen als Gutsherren abgabepflichtig waren. Der Zehnte ging an das Kloster Loccum. Der nahegelegene Forst „Lindenburg“ wurde zu der damaligen Zeit von Scharrel aus verwaltet; der heutige Hofname „Voges-Hof“ weist darauf hin, dass das Holzvogtsamt auf diesem Hof ausgeübt worden war.
Zusammen mit dem benachbarten Metel bildete Scharrel eine Kapellengemeinde, mit der Kapelle in Metel. Spätestens seit dem Ende des 17. Jahrhunderts wurde im Dorf Schulunterricht erteilt. Das frühere Schulhaus wurde 1901 in ein durchaus stattliches Gebäude umgebaut.
Um 1940 lebten etwa 310 Personen in Scharrel, in rund 60 Wohngebäuden.
Im Zuge der Gebietsreform in Niedersachsen, die am 1. März 1974 stattfand, wurde die zuvor selbständige Gemeinde Scharrel ein Ortsteil von Neustadt.

## Politik

### Ortsrat
Der gemeinsame Ortsrat von Averhoy, Basse, Metel, Otternhagen und Scharrel setzt sich aus elf Ratsmitgliedern zusammen. Im Ortsrat befinden sich zusätzlich 19 beratende Mitglieder.
Sitzverteilung:
- SPD: 4 Sitze
- CDU: 3 Sitze
- Grüne: 2 Sitz
- FDP: 1 Sitz
- UWG: 1 Sitz

(Stand: Kommunalwahl 12. September 2021)

### Ortsbürgermeister
Die Ortsbürgermeisterin ist Christine Nothbaum (CDU). Ihr Stellvertreter ist Hans-Dieter Jaehnke (SPD).

### Wappen
Das Kommunalwappen von Scharrel wurde anlässlich des 900-jährigen Bestehens eingeführt. Das Wappen und die untere Flagge sind durch eine Gruppe von Scharreler Bürger aufgrund umfangreicher Recherchen entworfen worden und wurden nach Begutachtung durch den Heraldiker Karl-Heinz Wiebrock, unter Berücksichtigung heraldischer Vorgaben, entsprechend gestaltet und angefertigt. Das Wappen wurde am 18. November 2014 dem Dorfgremium vorgestellt und einstimmig angenommen.
| Wappen von Scharrel | Blasonierung: „Geteilter Schild. Oben in Silber eine stilisierte, gezinnte grüne Burg, darüber zwei gekreuzte, dreiblättrige grüne Lindenzweige; untere Hälfte gespalten, vorn in Gold ein roter Karrenpflug mit zwei silbernen Pflugscharen, hinten in Rot zwei gekreuzte silberne Torfspaten.“ |
| Wappen von Scharrel | Wappenbegründung: Im oberen weißen (silbernen) Wappenteil weist die stilisierte grüne Burg und die gekreuzten grünen Lindenzweige auf den nahegelegenen Forst „Lindenburg“ hin. Im unteren korngelben (goldenen) Wappenteil steht ein roter Karrenpflug als Sinnbild für den landwirtschaftlichen Ursprung des Ortes. Die gekreuzten weißen Torfspaten auf rotem Grund symbolisieren den traditionellen Torfabbau. Die rote Farbe steht in der Heraldik auch für die Farbe braun und deutet in diesem Fall auf das Moor. |

### Flagge
Als Flaggengrund dienen die übereinander angeordneten Farben Grün/Weiß/Grün. In der Flaggenmitte liegt der Wappenschild des Ortes.

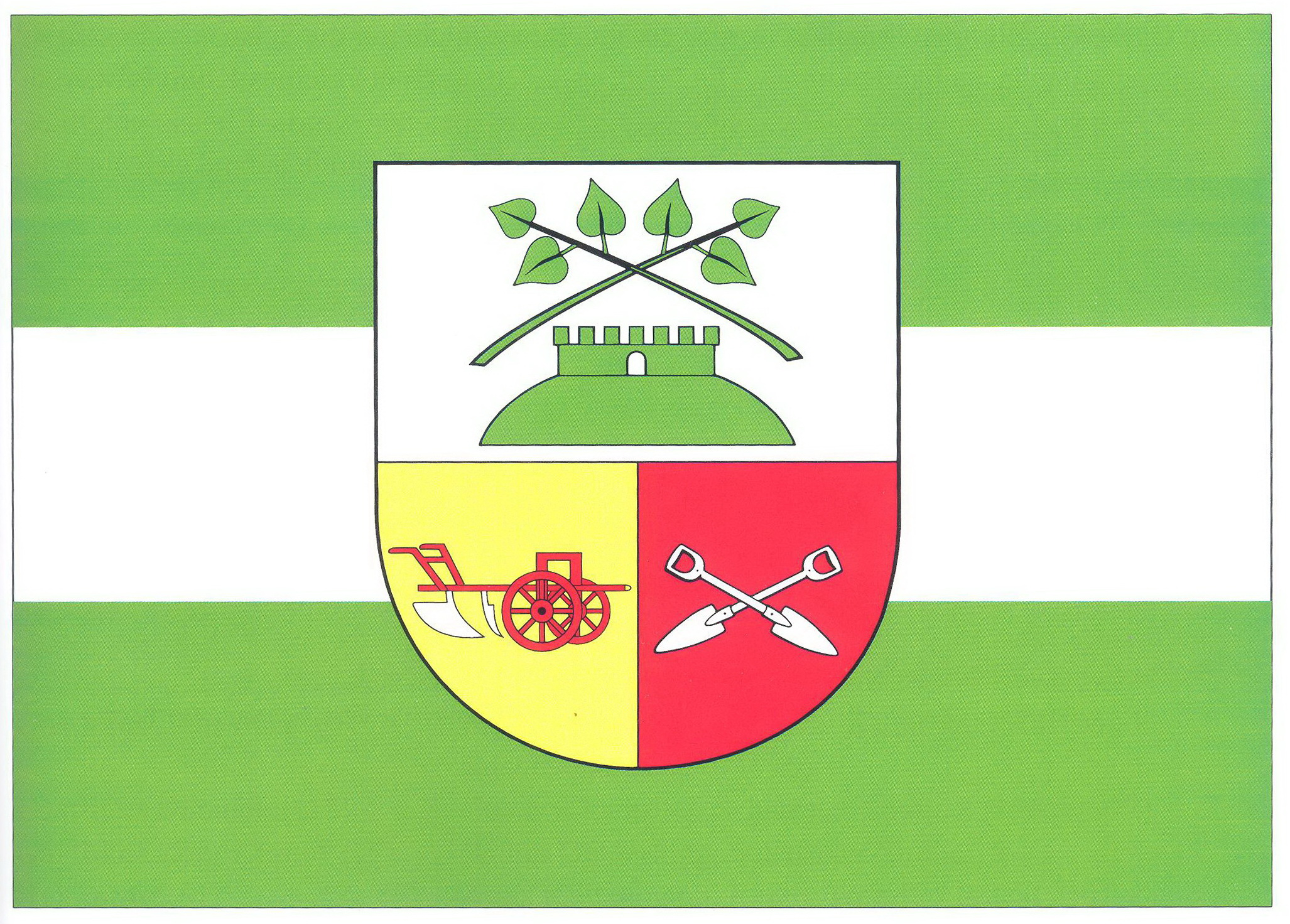

## Kultur und Sehenswürdigkeiten
Baudenkmale

## Wirtschaft und Infrastruktur
Die Wirtschaft des Ortes ist durch Kleinbetriebe geprägt. Zu den größten Arbeitgebern zählen ein seit April 2007 in der Kernstadt ansässiges Industrie-Elektronik-Unternehmen und ein Landtechnikbetrieb.